# Loupežný
Loupežný (též Loupežný hrádek, německy Raubschloss, tj. Loupežnický zámek) je zaniklá stavba na úbočí vrchu Loupežník v Krušných horách. Nachází se v jihovýchodním cípu katastrálního území Cínovec severovýchodně od Dubí v okrese Teplice v Ústeckém kraji. Ačkoliv se místo někdy označuje jako hrádek, jeho skutečná funkce byla jiná a nejspíše souvisela s těžbou cínu ve druhé polovině čtrnáctého a na počátku patnáctého století. Lokalita je chráněna jako kulturní památka.

## Historie
O lokalitě, v devatenáctém století nazývané Raubschlosswalle, se nedochovaly žádné písemné prameny, ale podle archeologických nálezů byla osídlena od druhé poloviny čtrnáctého do počátku patnáctého století. První archeologický výzkum místa podnikl roku 1904 R. R. von Weinzierl a v roce 1976 František Gabriel. Podle jejich výsledků na Loupežném nejspíše nestála žádná zděná stavba, ale nálezy kachlů existenci nějaké budovy dokládají. Předpokládá se, že sídlo fungovalo jako opěrný bod určený k ochraně horníků nebo k ukládání cínu, který se v okolí těžil.

## Stavební podoba
Místo, kde stavba stála, má oválný půdorys s rozměry přibližně 28 × 22 metrů. Plochu vymezoval příkop, před nímž se dochoval čtyři metry široký a jeden metr vysoký val. Uprostřed pravděpodobně stávala dřevěná nadzemní budova vytápěná kachlovými kamny. Kromě jejich zlomků byly na místě nalezeny hroty šípů, licí forma pro cínové pruty, hornické kahany a klíny.

## Přístup
Místo je volně přístupné. Na vrchol Loupežníka ani k pozůstatkům hrádku nevede žádná značená turistická cesta. Východně pod hrádkem se ve svahu Loupežníka nacházejí stopy rozsáhlého důlního pole. Prochází tudy místní komunikace, která vede od rašeliniště Pod Lysou horou po svazích Krušných hor až do Přítkova. Tuto komunikaci poblíž pozůstatků důlního pole přetíná modře značená turistická trasa, která směřuje od bývalého Předního Cínovce do Krupky.